# Saison 2018 de l'équipe cycliste Israel Cycling Academy
La saison 2018 de l'équipe cycliste Israel Cycling Academy est la quatrième de cette équipe.

## Préparation de la saison 2018

### Arrivées et départs
| Arrivées           | Équipe 2017                 |
| ------------------ | --------------------------- |
| Edwin Ávila        | Illuminate                  |
| Nathan Earle       | Ukyo                        |
| Sondre Holst Enger | AG2R La Mondiale            |
| Awet Gebremedhin   | Kuwait-Cartucho.es          |
| Omer Goldstein     | Development Cycling Academy |
| Ben Hermans        | BMC Racing                  |
| August Jensen      | Coop                        |
| Guy Niv            | Development Cycling Academy |
| Rubén Plaza        | Orica-Scott                 |
| Kristian Sbaragli  | Dimension Data              |

| Départs       | Équipe 2018 |
| ------------- | ----------- |
| Dan Craven    |             |
| Jason Lowndes | JLT Condor  |

## Coureurs et encadrement technique

### Effectif

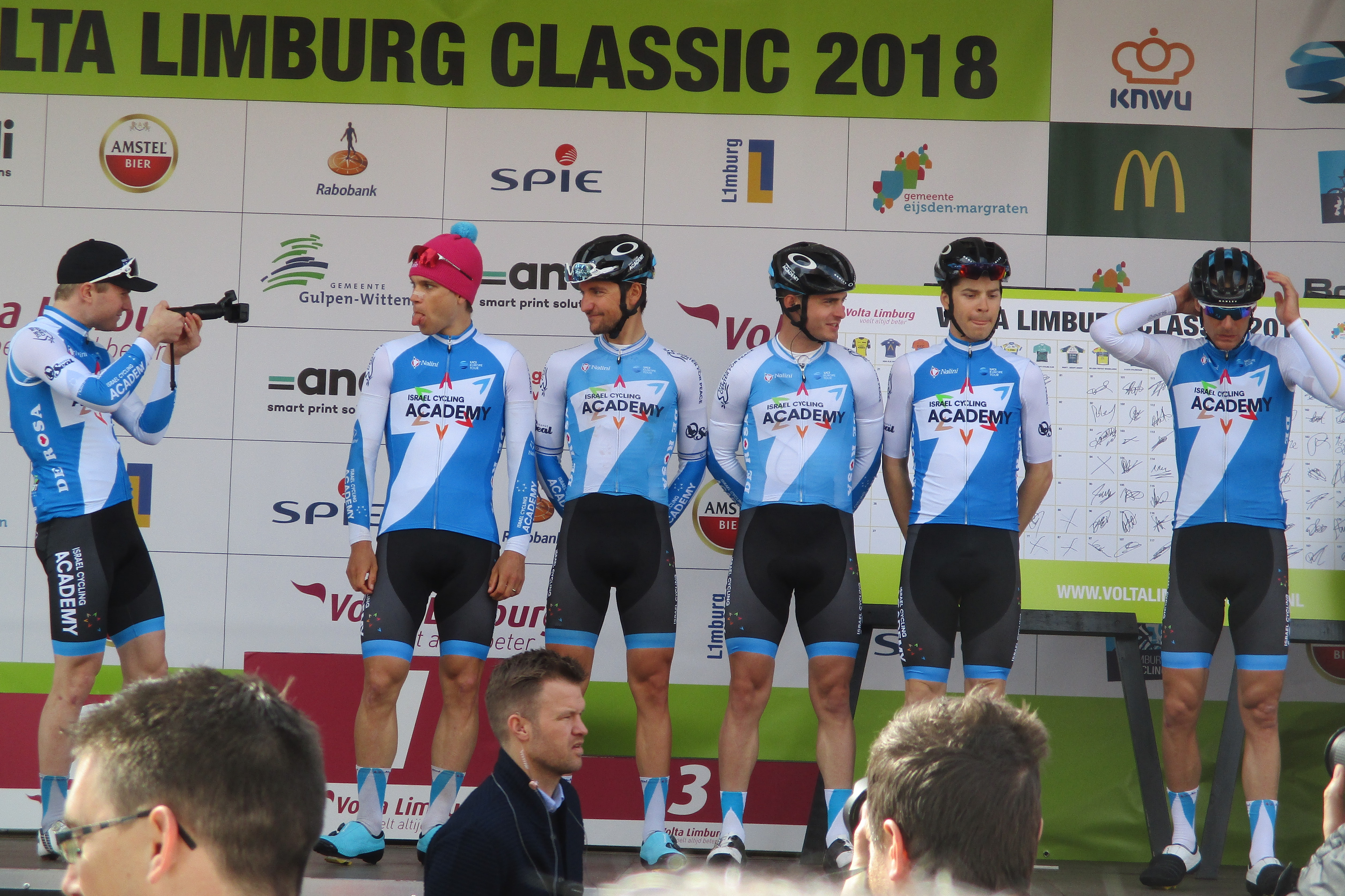
Coureurs de l'équipe lors de la Volta Limburg Classic.

| Cycliste           | Date de naissance | Nationalité      | Équipe 2017                 |  |
| ------------------ | ----------------- | ---------------- | --------------------------- |  |
| Edwin Ávila        | 21 novembre 1989  | Colombie         | Illuminate                  |  |
| Guillaume Boivin   | 25 septembre 1989 | Canada           | Israel Cycling Academy      |  |
| Zakkari Dempster   | 27 septembre 1987 | Australie        | Israel Cycling Academy      |  |
| José Manuel Díaz   | 18 janvier 1995   | Espagne          | Israel Cycling Academy      |  |
| Nathan Earle       | 4 juin 1988       | Australie        | Ukyo                        |  |
| Sondre Holst Enger | 17 décembre 1993  | Norvège          | AG2R La Mondiale            |  |
| Awet Gebremedhin   | 5 février 1992    | Suède            | Kuwait-Cartucho.es          |  |
| Omer Goldstein     | 13 août 1996      | Israël           | Development Cycling Academy |  |
| Roy Goldstein      | 20 mai 1993       | Israël           | Israel Cycling Academy      |  |
| Ben Hermans        | 8 juin 1986       | Belgique         | BMC Racing                  |  |
| August Jensen      | 29 août 1991      | Norvège          | Coop                        |  |
| Luis Lemus         | 21 avril 1992     | Mexique          | Israel Cycling Academy      |  |
| Krists Neilands    | 18 août 1994      | Lettonie         | Israel Cycling Academy      |  |
| Guy Niv            | 8 mars 1994       | Israël           | Development Cycling Academy |  |
| Benjamin Perry     | 7 mars 1994       | Canada           | Israel Cycling Academy      |  |
| Rubén Plaza        | 29 février 1980   | Espagne          | Orica-Scott                 |  |
| Mihkel Räim        | 3 juillet 1993    | Estonie          | Israel Cycling Academy      |  |
| Guy Sagiv          | 5 décembre 1994   | Israël           | Israel Cycling Academy      |  |
| Kristian Sbaragli  | 8 mai 1990        | Italie           | Dimension Data              |  |
| Hamish Schreurs    | 23 janvier 1994   | Nouvelle-Zélande | Israel Cycling Academy      |  |
| Daniel Turek       | 19 janvier 1993   | Tchéquie         | Israel Cycling Academy      |  |
| Dennis van Winden  | 2 décembre 1987   | Pays-Bas         | Israel Cycling Academy      |  |
| Tyler Williams     | 17 novembre 1994  | États-Unis       | Israel Cycling Academy      |  |
| Aviv Yechezkel     | 21 avril 1994     | Israël           | Israel Cycling Academy      |  |

## Bilan de la saison

### Victoires
| Date       | Course                                         | Pays         | Classe | Vainqueur       |
| ---------- | ---------------------------------------------- | ------------ | ------ | --------------- |
| 13/03/2018 | 3e étape du Tour de Taïwan                     | Taïwan       | 2.1    | Edwin Ávila     |
| 21/04/2018 | 2e étape du Tour de Castille-et-León           | Espagne      | 2.1    | Mihkel Räim     |
| 22/04/2018 | 3e étape du Tour de Castille-et-León           | Espagne      | 2.1    | Ruben Plaza     |
| 22/04/2018 | Classement général du Tour de Castille-et-León | Espagne      | 2.1    | Ruben Plaza     |
| 23/05/2018 | 4e étape du Tour du Japon                      | Japon        | 2.1    | Mihkel Räim     |
| 31/05/2018 | 2e étape du Tour de Corée                      | Corée du Sud | 2.1    | Mihkel Raim     |
| 15/06/2018 | À travers le Hageland                          | Belgique     | 1.1    | Krists Neilands |
| 23/06/2018 | Championnat d'Israël du contre-la-montre       | Israël       | CN     | Omer Goldstein  |
| 30/06/2018 | Championnat d'Israël sur route                 | Israël       | CN     | Roy Goldstein   |
| 01/07/2018 | Championnat d'Estonie sur route                | Estonie      | CN     | Mihkel Räim     |
| 01/07/2018 | Championnat de Lettonie sur route              | Lettonie     | CN     | Krists Neilands |
| 09/07/2018 | 3e étape du Tour d'Autriche                    | Autriche     | 2.1    | Ben Hermans     |
| 14/07/2018 | Classement général du Tour d'Autriche          | Autriche     | 2.1    | Ben Hermans     |

### Résultats sur les courses majeures
Les tableaux suivants représentent les résultats de l'équipe dans les principales courses du calendrier international dans lesquelles l'équipe bénéficie d'une invitation (les cinq classiques majeures et les trois grands tours). Pour chaque épreuve est indiqué le meilleur coureur de l'équipe, son classement ainsi que les accessits glanés par Israel Cycling Academy sur les courses de trois semaines.

#### Classiques
| Classique            | Milan-San Remo | Tour des Flandres | Paris-Roubaix | Liège-Bastogne-Liège | Tour de Lombardie |
| -------------------- | -------------- | ----------------- | ------------- | -------------------- | ----------------- |
| Coureur (classement) |                |                   |               |                      |                   |

#### Grands tours
| Grand tour           | Tour d'Italie     | Tour de France | Tour d'Espagne |
| -------------------- | ----------------- | -------------- | -------------- |
| Coureur (classement) | Ben Hermans (45e) |                |                |
| Accessits            |                   |                |                |